# Josep Tena Ambrós
Josep Tena Ambrós (Molins de Rei, 23 de gener de 1951) és un ex-ciclista professional català de la dècada dels anys 70, olímpic al Jocs Olímpics de Munic de 1972.

## Biografia
Josep Tena, nascut a Molins de Rei, va aconseguir més de 60 victòries com a ciclista juvenil o aficionat, iniciant aquesta trajectòria esportista al Club Ciclista Molins de Rei. Cal destacar que com a juvenil va ser Campió d'Espanya per equips al 1968 i com a aficionat al 1970 i 1971, mentre que a nivell individual va ser, com a juvenil, Campió id'Espanya al 1969, per tant entre equip i individual va ser campió estatal quatre anys consecutius.
L'any 1972, en els seus últims mesos com a ciclista aficionat, és seleccionat per participar als Jocs Olímpics de Munic a la prova de contrarellotge per equips, on acaba en dotzena posició. Després de la seva participació olímpica, el ciclista molinenc fitxa per l'equip professional Kas.
Malauradament, l'any 1973 pateix una forta lesió al genoll al Tour de Flandes, de la qual arrosegarà importants molèsties la resta de la seva trajectòria professional, retirant-se al final de la temporada 1974 quan Kas decideix no renovar-li el contracte.
L'any 2016 va rebre un premi a la seva trajectòria per part de l'Ajuntament de Molins de Rei i actualment és president del Club Ciclista Molins de Rei.